# Marduk-zakir-szumi II
Marduk-zakir-szumi II – król Babilonii w 703 roku p.n.e. Zorganizował rebelię, która pozbawiła władzy w Babilonie króla asyryjskiego Sennacheryba. Sam został obalony po zaledwie dwóch tygodniach panowania przez wieloletniego (byłego) króla Marduk-apla-iddinę II.